# میرآباد (ایرندگان)
میرآباد روستایی در دهستان کهنوک بخش ایرندگان شهرستان خاش استان سیستان و بلوچستان ایران است.

## جمعیت
بر پایه سرشماری عمومی نفوس و مسکن در سال ۱۳۹۵ جمعیت این روستا کمتر از ۳ خانوار بوده‌است.